# Słońce Arizony
Słońce Arizony – powieść autorstwa polskiego pisarza Wiesława Wernica z 1967 roku. 
Książka opowiada o przygodach trapera Karola Gordona. Fabuła powieści przygodowej rozgrywa się na Dzikim Zachodzie. Doktor Jan, przyjaciel głównego bohatera, wyrusza do Rainy Valley, aby wraz z Gordonem poznawać Arizonę. Jest świadkiem serii dziwnych napadów na terenie rezerwatu Nawajów. Teraz przed bohaterami staje zadanie zapobiegnięcia niezadowoleniu wśród Indian i wybuchowi buntu. Udaje im się zlikwidować świetnie zorganizowaną bandę i odzyskać sporą część zagrabionych bogactw. 